# Reggie Fox
Reginald Fox, (nacido el 3 de junio de 1967 en Chicago, Illinois) es un exjugador de baloncesto estadounidense. Con 1.91 de estatura, su puesto natural en la cancha era el de escolta.

## Trayectoria
- Baldwin High School
- Muskegon Community College (1985-1986)
- Universidad de Wyoming  (1986-1989)
- Grand Rapids Hoops (1989-1991)
- Quad City Thunder (1992-1993)
- Hartford Hellcats (1994)
- Sioux Falls Skyforce (1994-1996)
- Grand Rapids Hoops (1996-1997)
- Valencia Basket (1997-1998)
- CB Gran Canaria (1998-1999)
- CB Lucentum Alicante (1999-2001)
- Scafati Basket (2001)
- Orlandina Basket (2002)
- Boca Juniors (2002-2003)